# SMS Erzherzog Ferdinand Max
La SMS Erzherzog Ferdinand Max fu una pirofregata corazzata della Österreichische Kriegsmarine varata nel 1865 ed in servizio tra il 1866 ed il 1886.

## Costruzione
La nave fu varata l'anno precedente la battaglia di Lissa. Il suo armamento variò col tempo, ma i 16 pezzi singoli ad avancarica (per altre fonti 18) della batteria principale, a canna liscia di tipo Armstrong da 180 mm con palla da 48 libbre, della Ferdinand Max consentivano una bordata da 384 libbre.
L'armamento complessivo inizialmente era:
- 2 pezzi rigati da 203mm (non installati a Lissa)
- 16 pezzi singoli a canna liscia AH da 180 mm. con palla 	da 48 libbre
- 4 pezzi singoli ad avancarica AH da 60 mm. con palla da 8 libbre
- 2 pezzi singoli ad avancarica AH da 47 mm. con palla da 3 libbre

La propulsione a vapore era fornita da una motrice alternativa a 2 cilindri orizzontali con potenza 2.925 ihp che faceva ruotare una singola elica. Inizialmente era prevista anche una velatura, ma l'armamento velico iniziale composto da tre alberi armati a nave venne poi ridotto progressivamente e alla fine abolito in favore di alberi militari.

## Storia
Alla battaglia di Lissa il fulcro della squadra corazzata da battaglia erano le due nuovissime unità della classe Erzherzog Ferdinand Max. Queste fregate corazzate da 5.130 tonnellate di dislocamento erano state varate tra l'anno precedente e lo stesso anno della battaglia. Il loro armamento era leggermente differente, ma i 16 pezzi singoli ad avancarica (per altre fonti 18) della batteria principale, a canna liscia di tipo Armstrong da 180 mm con palla da 48 libbre, della Ferdinand Max consentivano una bordata da 384 libbre e la Habsburg ne portava 18. La Ferdinand Max doveva essere dotata di due pezzi rigati da 8" (203 mm), prodotti dalla Krupp, ma l'embargo conseguente all'innalzarsi della tensione tra Austria e Prussia ne aveva bloccato la consegna; la nave stessa era incompleta dal punto di vista della corazzatura e lo stesso Tegetthoff durante l'approntamento aveva fatto montare in cantiere la corazzatura solo sulla parte anteriore dello scafo, oltre a fare aggiungere un piccolo ponte davanti al fumaiolo dal quale dirigere le operazioni di speronamento; l'ammiraglio riteneva che, mancando dei pezzi pesanti da 8", l'arma principale della sua nave più pesante sarebbe stato lo sperone. Inoltre la Ferdinand Max era stata scelta come ammiraglia al posto della sua preferita fregata di legno, la Schwarzenberg perché altrimenti il suo equipaggio avrebbe potuto non avere la dovuta fiducia nel mezzo a causa della sua incompletezza;la presenza dell'ammiraglio a bordo doveva essere rassicurante. Molta attenzione venne posta durante le poche settimane che precedettero la battaglia nell'addestramento al tiro ed alla manovra, e nelle tattiche di combattimento da applicare da parte dei comandanti; Tegetthoff venne più volte sentito ripetere "una volta in battaglia, speronate qualunque cosa pitturata di grigio" facendo riferimento alla pitturazione standard delle navi italiane, che si distinguevano dalle navi austriache dipinte di nero.
La nave dopo la battaglia venne accolta a Pola con tutti gli onori, ma la prua pesantemente danneggiata richiedeva dei lavori in bacino e venne riparata a Malta. Il servizio successivo fu fatto in crociere di vigilanza nell'Adriatico e di rappresentanza nel Mediterraneo.
La nave venne radiata il 19 maggio 1886 e dal 1889 al 1908 venne ormeggiata all'Arsenale di Pola per essere utilizzata come nave appoggio per la Scuola di Artiglieria, per essere poi demolita nel 1916.